# جان خياط
جان خياط (مواليد 3 مايو 1942) هو مبارز بالسيف تونسي، مثّل بلاده في الألعاب الأولمبية الصيفية 1960.

## روابط رياضية
جان خياط على موقع أوليمبيديا (الإنجليزية)